# Волков, Владимир Флорианович
Владимир Флорианович Во́лков (1918 —1982) — советский радиоинженер.

## Биография
Родился в Самаре в 1918 году.
После окончания Куйбышевского техникума в 1936 году работал на московском заводе № 203 имени С. Орджоникиджзе регулировщиком (несколько месяцев), затем инженером лаборатории по разработке спецаппаратуры отдела главного конструктора.
Участвовал в разработке первого в Советском Союзе приемопередатчика для связи самолетов-истребителей с базой и между собой «Сокол-Орел».
Во время советско-финской войны в составе группы устанавливал рации на боевые самолеты и занимался обучением летчиков.
В октябре 1941 года вместе с заводом эвакуировался в Сарапул. Участвовал в освоении первых советских радиополукомпасов для слепого самолетовождения в условиях плохой видимости «Чайка» и «Чаенок».

Фото 1943 года

С 1943 года начальник лаборатории по созданию радиоизделий боевой авиации (до конца войны было разработано 7 новых и модернизированных конструкций).
В ноябре 1945 года переведен в Москву в технический отдел Наркомата электропромышленности СССР и назначен ведущим инженером по электро- и радиооборудованию самолета В-4.

## Награды и премии
- Сталинская премия II степени (10 апреля 1942) — за разработку самолётной радионавигационной аппаратуры
- орден Красной Звезды (январь 1944)
- орден Ленина (7 мая 1945)